# Kathalijne Buitenweg
Kathalijne Buitenweg (n. 27 martie 1970, Rotterdam, Țările de Jos) este un om politic neerlandez, membru al Parlamentului European în perioada 1999-2004 din partea Țărilor de Jos. 
1. ↑   https://www.tweedekamer.nl/kamerleden_en_commissies/alle_kamerleden/buitenweg-km-gl Lipsește sau este vid: |title= (ajutor)
2. ↑   https://www.tweedekamer.nl/node/3563/biografie Lipsește sau este vid: |title= (ajutor)
3. ↑   https://www.parlement.com/id/vghq1ig3jrvf/k_m_kathalijne_buitenweg, accesat în 30 martie 2021 Lipsește sau este vid: |title= (ajutor)
4. ↑  Deputații în Parlamentul European
5. ↑   https://web.archive.org/web/20210228135534/https://www.tweedekamer.nl/node/3563/biografie, arhivat din original la |archive-url= necesită |archive-date= (ajutor) Lipsește sau este vid: |title= (ajutor)